# Idealismo soggettivo
L'idealismo soggettivo in filosofia, a differenza di quello oggettivo, nega l'esistenza di una realtà indipendente dall'Io, sia essa di natura ideale o materiale, riconducendola all'attività interiore del soggetto. Si oppone dunque, a seconda delle accezioni, al realismo, al naturalismo, e a qualunque presupposto dogmatico della conoscenza.

## Accezioni del termine

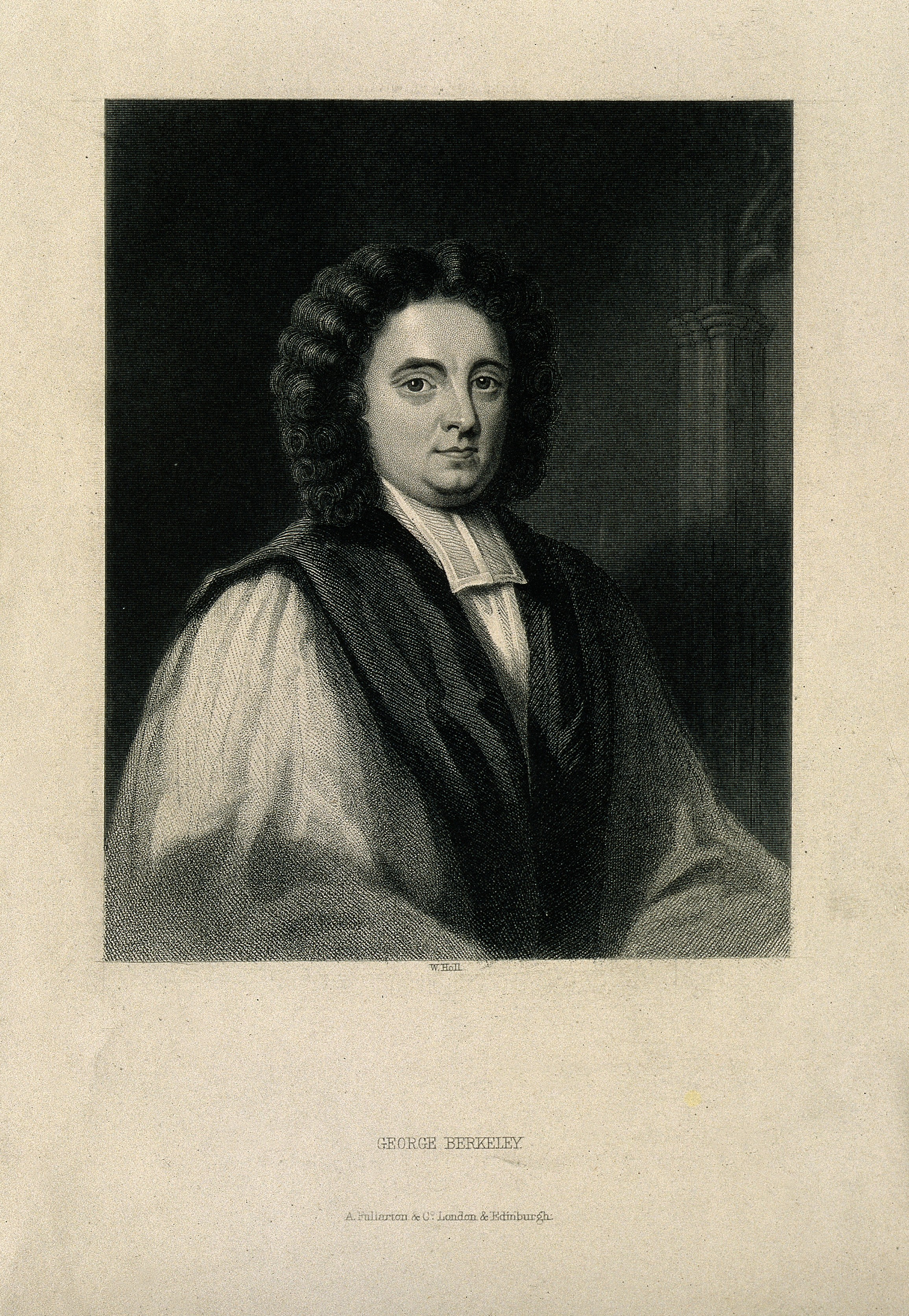
George Berkeley

Tra le forme di idealismo soggettivo inaugurate dalla filosofia moderna viene fatta rientrare in particolare la dottrina immaterialistica di George Berkeley, secondo la quale non esistono oggetti al di fuori delle nostre rappresentazioni soggettive: un oggetto è reale fintantoché è percepito da una mente (esse est percipi).
Immanuel Kant contrappose a Berkeley il proprio «idealismo trascendentale», o criticismo, secondo cui l'attività del soggetto costituisce soltanto l'aspetto formale della conoscenza, mentre quello oggettivo proviene da un'indipendente «cosa in sé» o noumeno. Egli giudicò dogmatica la concezione idealista di chi si ferma all'apparenza dei fenomeni, ritenendo non vi sia nient'altro al di là di questi, come nel caso di Berkeley, oppure limitando gli orizzonti della conoscenza umana alle nostre idee o sensazioni interiori, come avevano fatto Cartesio e Locke da opposti punti di vista. Kant designò queste posizioni come «idealismo empirico» o «materiale», per le quali il soggetto crea la materia stessa del conoscere, cadendo nel solipsismo, o aprendo la via allo scetticismo di Hume.

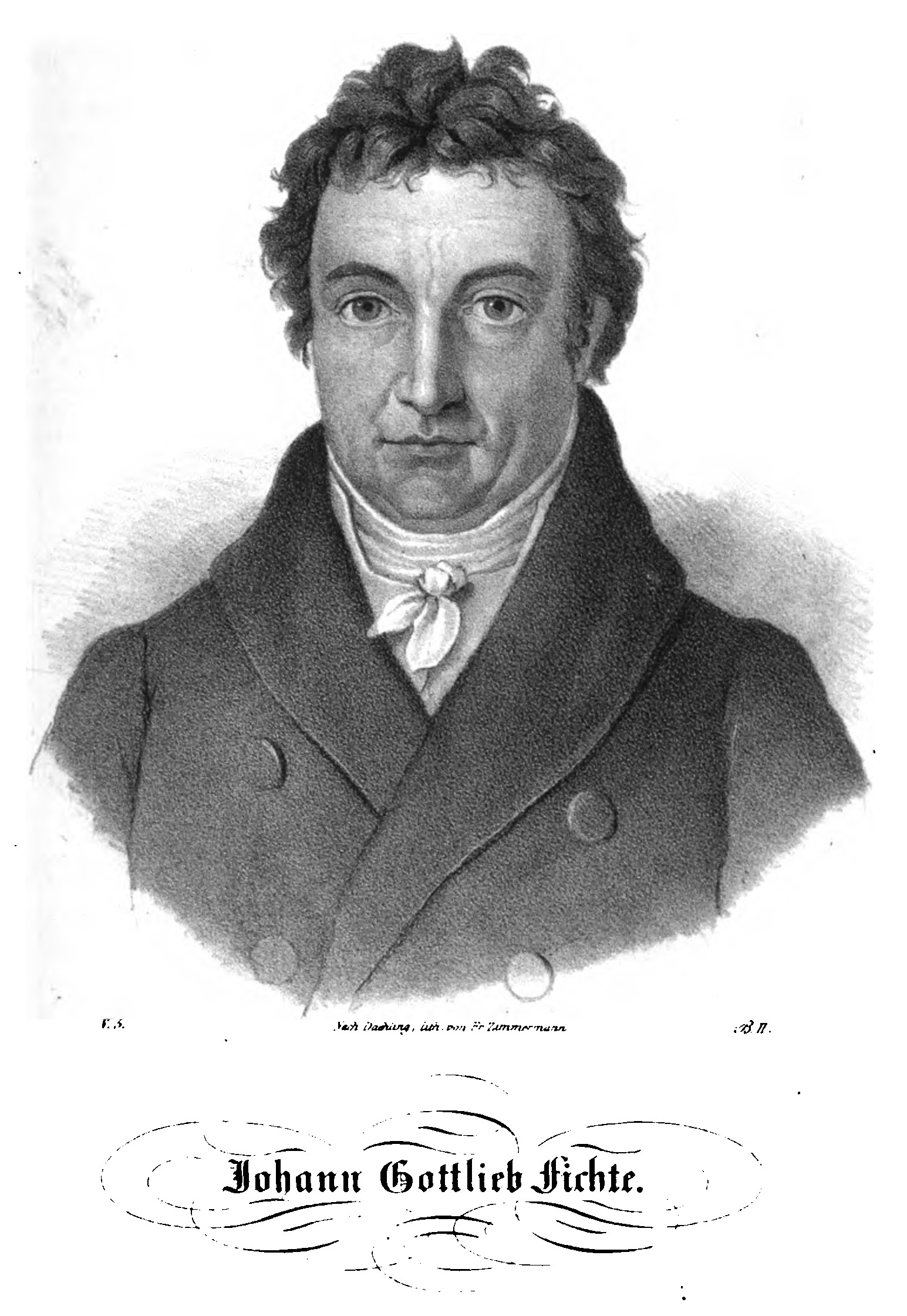
Johann G. Fichte

Affermando tuttavia l'inconoscibilità della cosa in sé, il criticismo kantiano fu accusato a sua volta di rinchiudersi nel soggettivismo che voleva combattere, ricadendo nel dogmatismo. Johann Gottlieb Fichte cercherà pertanto di andare al di là delle aporie di Kant, costituite appunto dal dualismo tra fenomeno e noumeno, a favore di una visione completamente incentrata sul soggetto: un idealismo soggettivo assoluto e al contempo trascendendentale. L'Io infatti viene concepito da Fichte non come una realtà empirica, bensì come un atto, un agire dinamico, una suprema attività pensante in cui consiste l'unità originaria e immediata sia della forma che del contenuto, e nella quale l'oggetto, cioè il non-io, che di una tale attività è il prodotto, viene posto in maniera inconscia dal soggetto stesso, per rispondere a un'esigenza di natura altamente etica.
Per scongiurare infatti la dissoluzione della realtà in un mondo di finzioni arbitrarie, Fichte ricorse alla kantiana immaginazione produttiva per spiegare come la creazione dell'oggetto operi pur sempre inconsciamente, e vi si debba accedere per una via diversa da quella teoretica.
Non potendo esserci oggetto senza soggetto, ma anche viceversa, Friedrich Schelling approderà a un idealismo declinato maggiormente in senso «oggettivo, in cui i due poli dell'Assoluto, Io e non-io, avessero pari dignità, e in cui il criticismo risultasse complementare, non più contrapposto, al dogmatismo. Nella stessa direzione si mosse Friedrich Hegel che farà dell'idea il principio non solo soggettivo, ma anche oggettivo della realtà assoluta.
Nel contesto dell'idealismo italiano, l'hegeliano Bertrando Spaventa cercò di conciliare le due accezioni, soggettiva e oggettiva, dell'idealismo, anteponendo l'attività pensante dello Spirito allo sviluppo triadico dell'Idea hegeliana, riconducendo quell'attività all'Io trascendentale kantiano, principio non solo soggettivo, ma anche oggettivo d'esperienza.
(Bertrando Spaventa, Scritti filosofici, raccolti e pubblicati da Giovanni Gentile, prefazione di Donato Jaja, pag. 66, Napoli, A. Morano & figlio, 1901)
Sviluppando fino in fondo l'hegelismo di Spaventa, l'attualismo di Giovanni Gentile, per il quale ogni realtà esiste solo nell'atto che la pensa, è stato interpretato come un idealismo soggettivo, sebbene il suo autore tendesse a respingere tale definizione, non essendo quell'atto preceduto né dal soggetto né tantomeno dall'oggetto, bensì coincidente con l'Idea stessa, e a differenza di Fichte, immanente all'esperienza proprio perché creatore dell'esperienza.
Altre ambiguità del termine risultano talora dal fatto che quando un approccio idealistico è ritenuto incapace di confrontarsi con la complessità del reale, possa essere qualificato genericamente come idealismo soggettivo, inteso come sinonimo di soggettivismo. Il termine può venire accostato anche al relativismo, e al costruttivismo.